# محمود علي الغول
محمود علي الغول (3 مايو 1923 - 12 ديسمبر 1983) أكاديمي فلسطيني، اختص بدراسة اللغات السامية، درس في عدد من الجامعات العربية والدولية.

## نشأته ودراسته الأولى
ولد محمود علي خضر الغول بقرية سلوان من أعمال القدس في فلسطين، في 3 أيار/مايو من عام 1923. ودرس في مدارس القدس الابتدائية والثانوية. وفي الفترة من عام 1938 إلى عام 1942 درس في الكلية العربية بالقدس، وفيها تعلم اللاتينية، وفي أثناء دراسته فيها درس السريانية على أحد الآباء السريان في عمان. ومن أساتذته فيها أحمد سامح الخالدي، وإسحق موسى الحسيني، وجورج فضلو الخوري، ومن زملائه فيها ناصر الدين الأسد، ومحمود السمرة.

## دراسته الجامعية
وفي عام 1943 انتقل إلى مصر، في بعثة من معارف فلسطين إلى جامعة فؤاد الأول (جامعة القاهرة حاليًّا)، وتخرج في قسم اللغة العربية وآدابها عام 1946، وحصل على «الليسانس» الممتازة في الآداب. وتأثر أثناء دراسته هناك بعدد من الأساتذة، كان من أهمهم الأستاذ وليام جيليان وادل والدكتور محمد سليم سالم في مجال الدراسات الكلاسيكية.
في عام 1954 بدأ الدراسة في مدرسة الدراسات الشرقية والإفريقية في جامعة لندن فدرس اللغات السامية وخاصة لغات جنوب جزيرة العرب، وحاز منها عام 1962 درجة الدكتوراه في اللغات السامية، ودرس أثناء ذلك على عدد من الأساتذة المعدودين، من أهمهم سيدني سميث وروبرت بيرترام سرجينت.

## حياته المهنية

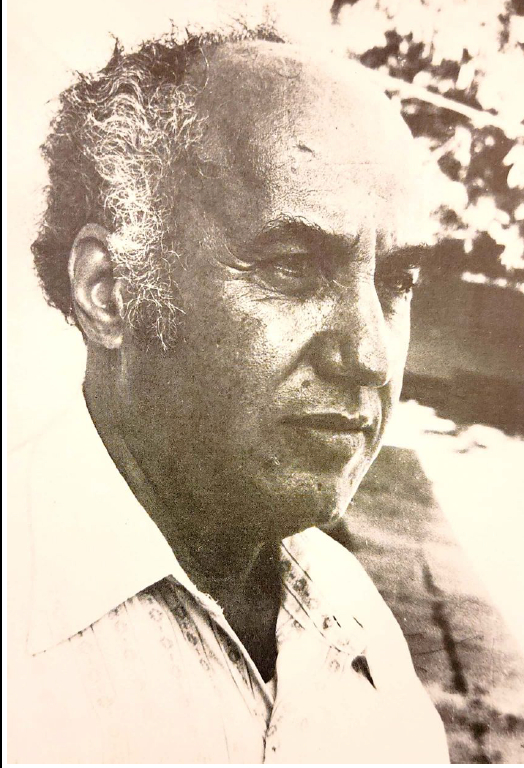
محمود الغول (صورة من كتاب دراسات في ذكراه)

بعد تخرجه من جامعة الملك فؤاد الأول عاد محمود الغول إلى فلسطين، وعمل محاضرًا بالكلية العربية بالقدس مدة عامين (1946-1948). وبعد النكبة رحل عن فلسطين، متنقلاً بين الدول العربية، مدرسًا في كل عام في مدرسة جديدة، فدرَّس ما بين عامي 1948 و1954 بالسويس، وبحلب، وببيروت، وبالكويت، وبدمشق، وبعمان.

في عام 1954 رحل إلى بريطانيا، ليعمل مدرسًا للغة العربية بمعهد الدراسات الشرقية والإفريقية في جامعة لندن، فعمل هناك في الفترة ما بين 1954 – 1959. وتنقل في مواضع تدريسية مختلفة في بريطانيا، هي: 

مدرس للغات السامية في جامعة سانت أندروز St. Andrews باسكوتلندا (1959-1964). 

أستاذ مساعد للغات السامية والدراسات العربية في الجامعة نفسها (1964-1968). 

وفي عام 1968 اختار محمود الغول العودة إلى الشرق، فعُين أستاذًا للغة العربية في الجامعة الأميركية في بيروت، وظل فيها تسعة أعوام حتى عام 1977.

وفي عام 1977 اشتدت الحرب الأهلية اللبنانية، وتصادف ذلك مع العمل على إنشاء جامعة اليرموك بالأردن، فقرر محمود الغول العودة إلى الأردن، ليعمل أستاذًا للغة العربية فيها، وليكون أحد مؤسسيها.

وكان محمود الغول عمل أثناء حياته المهنية أستاذًا زائرًا في عدد من الجامعات الغربية:
جامعة كاليفورنيا - لوس أنجيلوس (1962-1963)،

جامعة كولومبيا - نيويورك (1972)،

جامعة هارفارد (1973-1974).

## مؤلفاته
- هوراطيوس: حياته وشعره وترجمة كتابه «فنُّ الشعر» عن اللاتينية. سلسلة البدائع، الجزء الأول، ص 160-229، مكتبة النهضة مصر، القاهرة، 1945. 

- نحو ثلاثين مقالة في النقد والأدب نشرها في الصحف الفلسطينية، واللبنانية، والسورية، والكويتية 1946-1954.

- القصة القصيرة في الأدب المعاصر. في خواطر في أدبنا المعاصر، مجموعة دراسات مقدمة للأستاذ أنيس المقدسي بمناسبة تقاعده من الجامعة الأميركية ببيروت، 1951.

- نشأة فكرة الشرق والغرب وتطوُّرها. مجلة الحديث، حلب، السنة 24، العدد 6، 1950، ص 362-420.

-المقالات الآتية في دائرة المعارف الإسلامية: Bihan Al-Qassab, Bafadl, Fadli, Bafaqih. وذلك في عام 1956./>
-اللسان المالطي، لغة عربية عامية. مجلة العربي، العدد 10، ص 16-120، 1959 

-اللهجات العربية في أواسط آسيا. مجلة العربي، العدد 9، ص 72-76، 1959 

-الهمداني، لسان اليمن وأعظم مفاخرها، مجلة العربي، العدد 23، ص 48-52، 1960.

-دولة العرب في الكونغو. مجلة العربي، العدد 33، ص 14-23، 1961.

-العرب في سواحل إفريقيا الشرقية إلى مجيء البرتغاليين. مجلة العربي، العدد 35، ص 108-112، 1961.

- من تاريخ الشرطة في الإسلام. مجلة حماة الوطن، العدد 8، ص 6-7، 1961.

- الحسبة في الإسلام. مجلة حماة الوطن، العدد العاشر، ص 14-15، 1961.

-الصراع بين العرب والبرتغاليين. مجلة العربي، العدد 44، ص 99-104، 1962.

- Was the Ancient South Arabian Mdqnt the Islamic Mihrab? Bulletin of the School of Oriental and African Studies XXV.

- صلات عرب الجزيرة بخارجها فيما قبل الإسلام. مجلة العربي، العدد 59، ص 58-62، 1963. 

- حفيدات بلقيس. ملكات عربيات عظيمات مسلمات حكمن اليمن في غابر الأيام. مجلة العربي، العدد 62، ص 24-31، 1964.

- History of Arabia: Pre-Islamic Arabia, to the 7th century AD. موسوعة بريتانيكا 15th Edition. pp. 1043–1046.

- Yemen. موسوعة بريتانيكا 15th Edition. pp. 1079–1084. 

- مكانة نقوش اليمن القديمة في تراث اللغة العربية الفصحى. مجلة الحكمة، العدد 38، السنة الرابعة، 1975.

- المعجم السبئي (بالاشتراك مع ألفريد بيستون، وجاك ريكمانز، وفالتر مولر)، لوفان دار بيترز، وبيروت المكتبة اللبنانية، 1982. 

- with I. Qattan: The Arabian Background of Monotheism in Islam. In: The Concept of Monotheism in Islam and Christianity. 

Rome.
وصدر له بعد وفاته:
- غزة في نقوش جنوب جزيرة العرب. المؤتمر الدولي الثالث لتاريخ بلاد الشام «فلسطين». المجلد الثاني، ص 367-376، 1983.

Early Southern Arabian Languages and Classical Arabic Sources. A Critical Examination of Literary and Lexicographical Sources by Comparison with the Inscriptions, Yarmouk University, 1993.

وهذا العمل الأخير هو رسالته للدكتوراه التي قد كان تقدم بها إلى جامعة لندن عام 1963.
- الإنيادة لفرجيل: ترجمها محمود الغول عن اللاتينية في عام 1942، وهو في التاسعة عشرة، وأعاد النظر فيه مرات حتى عام 1951، وقام بإعدادها للنشر والتقديم لها الدكتور عمر الغول بمساعدة نداء الخزعلي ونشرت عام 2015، عن مشروع «كلمة»، هيئة أبو ظبي للثقافة، أبو ظبي.
- هواراس الناقد: مع ترجمة نصوصه النقدية وشرحها والتعليق عليها. وقد كان فرغ من إعداده في السويس عام 1949، وأعده للنشر وقدم له عمر الغول ونداء الخزعلي، ونُشر عام 2015. عمَّان: دار ورد.

## مهام إدارية أكاديمية
-	رئيس دائرة اللغات السامية والدراسات العربية بجامعة سانت أندروز باسكوتلندا (1966-1968).

-	مدير المركز العالي لدراسات الشرق الأوسط بالجامعة الأميركية ببيروت (1971-1977). 

-	رئيس دائرة اللغة العربية ولغات الشرق الأدنى بالجامعة الأميركية ببيروت (1971-1977). 

-	رئيس تحرير مجلة «الأبحاث» التي تصدرها الجامعة الأميركية ببيروت (1968-1977). 

-	ممتحِن خارجيٌّ للغة العربية لدرجات الليسانس، والماجستير، والدكتوراه في جامعتي لندن وكامبريدج (1973).

-	مدير دائرة اللغة العربية بجامعة اليرموك (1976-1977).

-	عميد البحث العلمي والدراسات العليا بجامعة اليرموك (1977-1979).

-	مدير دائرة العلوم الإنسانية بجامعة اليرموك (1977-1978).

-	عميد كلية العلوم والآداب بجامعة اليرموك (1978-1979).

-	رئيس تحرير مجلة «ريدان»، حولية الآثار والنقوش اليمنية (1978-1983).

-	مدير مركز الدراسات الأردنية بجامعة اليرموك (1979-1983).

-	رئيس تحرير مجلة «أبحاث اليرموك» (1980-1983).

-	نائب رئيس جامعة اليرموك (1980-1983).

-	عضو مجلس إدارة «المجلة العربية للعلوم الإنسانية»، بالكويت (1981-1983).

## الأوسمة وشهادات التقدير
- شهادة عضوية من الملك الحسين بن طلال في المجمع الملكي لبحوث الحضارة الإسلامية «مؤسسة آل البيت» تقديرًا لمكانته الفكرية ومشاركته في بناء الحياة الثقافية.

- قلادة اليرموك تقديرًا لخدماته وجهوده في إنشاء جامعة اليرموك (حزيران 1982). 

- وسام «الفنون والآداب» من الجمهورية اليمنية، وقد منح الوسام بعد وفاته، في عام 1989.

## وفاته
في 10 كانون الأول/ديسمبر من عام 1983، رحل محمود الغول عن هذه الدنيا في لندن، حيث كان يتلقى العلاج من مرض عضال ألم به، وخلف زوجته وابنة واحدة، ريَّا، ووري الثرى بعمان.

## روابط خارجية
- محمود علي الغول على موقع أرشيف الشارخ.